# ミャンマーの仏教と政治の関係
ミャンマーの仏教と政治の関係（ミャンマーのぶっきょうとせいじのかんけい）について詳述する。

## 英植民地時代

ビルマ仏教徒青年会（YMBA）の旗

### 仏教系組織の設立
1885年、第三次英緬戦争に敗れ、ミャンマーは完全にイギリスの植民地となった。コンバウン朝時代、国王は仏教の守護者を自認してサンガ（僧団）を支援し、特に農村部においては僧院は宗教活動のみならず社会活動の中心だった。教育、祭り、信仰など村における共同活動はすべて僧院を中心に回り、文字が読める僧侶はすべての若者の教師だった。しかし、イギリスはミャンマー征服直後に、サンガの長であるタタナバインの地位を廃止し、サンガへの支援を打ち切った。これにより仏教の権威は失墜、ミャンマー学者のドナルド・ユージン・スミスによれば「僧侶はイギリス人を憎むもっとも強い動機を持ち、ほとんど妥協を許さない民族主義者となった」。
そんな中、1906年、スリランカの仏教徒青年会（YMBA）をモデルに、ウー・メイオウン（U Mei Oun）、ウー・キン（U Kin）などのイギリスで教育を受けたミャンマー人知識人が中心となって、ビルマ仏教徒青年会（YMBA）を設立した。しかしこのYMBAは、年次大会においてイギリス国歌を斉唱して開会し、イギリス国王の健康と長寿を願って閉会する習慣からも明らかなように、「仏教の時代的限界を西欧主義で超克する」ことを目的とした組織で、基本的に非政治的組織だった。
しかし、ミャンマー人であれば必ず靴を脱いで上がるパゴダに、欧米人が靴を履いたまま上がる「靴問題」をきっかけに、YMBAもやや政治化し、1916年にはヤンゴンで「靴問題」をテーマにした会合が開催された。結局、この靴問題は、1919年にマンダレーのエインドーヤー・パゴダに欧米人のグループが靴を履いたまま上がろうとしたところ、怒った僧侶たちが彼らを襲撃、僧侶4人が逮捕され、リーダー格のウー・ケッタヤ（U Kettaya）が殺人未遂罪で終身刑を宣告される事態を見た。
1920年、新設される予定の大学の入学条件と学費をめぐって、ミャンマー中の大学でストライキが起こった際、学生たちはシュエダゴン・パゴダの麓にキャンプを張った。またこの際、学生たちが全国の僧侶たちと交流を持ったことにより、Sangha Sammeggiと呼ばれる僧侶たちによる政治組織が次々と生まれ、同年、YMBAの中央委員会を母体として、ビルマ人団体総評議会（GCBA）が設立されたが、彼らはこれらSangha Sammeggiと緊密な関係を築いた。このようにGCBAはYMBAに比べればより政治的な組織で、「ミャンマー人と外国人の地位平等化」を目的として掲げていたが、独立までは求めておらず、1923年に英植民地政府により導入された両頭制（英語: Dyarchy）への対応をめぐって分裂した。

### 僧侶政治家
またこの時代、僧侶政治家（p'ounji politician）と呼ばれる僧侶の政治活動家が現れた。1人はラカイン族の僧侶・ウー・オッタマで、彼は中国、朝鮮半島、日本、東南アジアと旅し、インドでマハトマ・ガンディーと親交を深めた後、帰国。その後、ガンジーの非暴力主義に触発された反英植民地運動を開始して多くのデモや集会を組織し、その激烈な演説と煽動で多くの支持者を得た。1921年には、当時の英領ビルマ副会総督・レジナルド・クラドックに向かって「レジナルド、イギリスへ帰れ！」と訴える演説をしたかどで逮捕投獄されたが、オッタマはこの容疑で投獄された初めての僧侶だった。その後もオッタマは逮捕投獄を繰り返し、1939年に獄死した。もう1人、ウー・ウィサラという僧侶も反英演説を繰り返し、逮捕投獄を繰り返したが、163日間のハンガーストライキの末、1929年に獄死した。

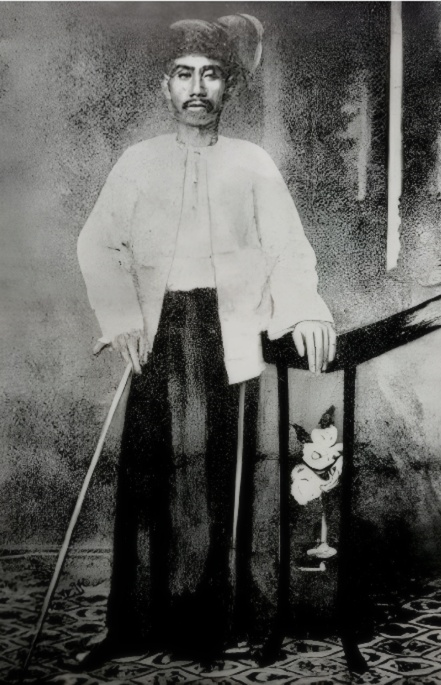
サヤー・サン

これら僧侶政治家の共通したスローガンは「ビルマ王が支配する独立王国の復活」だったが、その集大成が、1930年～1932年にかけて、元僧侶で元GCBAのメンバーだったサヤー・サンが起こした反乱だった。ビルマ王を名乗ったサヤー・サンに率いられたシンパたちは、ヒンドゥー教の神話に登場する強力な鳥にちなんで「ガロン」と呼ばれ、弾除けになると信じて全身に刺青を彫り、お守りを持参して果敢にイギリス軍に挑んでいったが、反乱は鎮圧され、サヤー・サンは捕らえられて、1931年11月28日、反逆罪のかどで絞首刑に処せられた。これが僧侶政治家主導の反植民地運動の終焉であり、この後は彼らにインスピレーションを受けたアウンサン、ウー・ヌらの学生活動家が反植民地運動、独立運動を担っていくことになる。

## 議会制民主主義時代

### 憲法上の「特別な地位」
1948年1月4日、ミャンマーは「ビルマ連邦」として独立したが、同年、施行された憲法では、第21条（１）で「特別な地位」が認めれられていた。

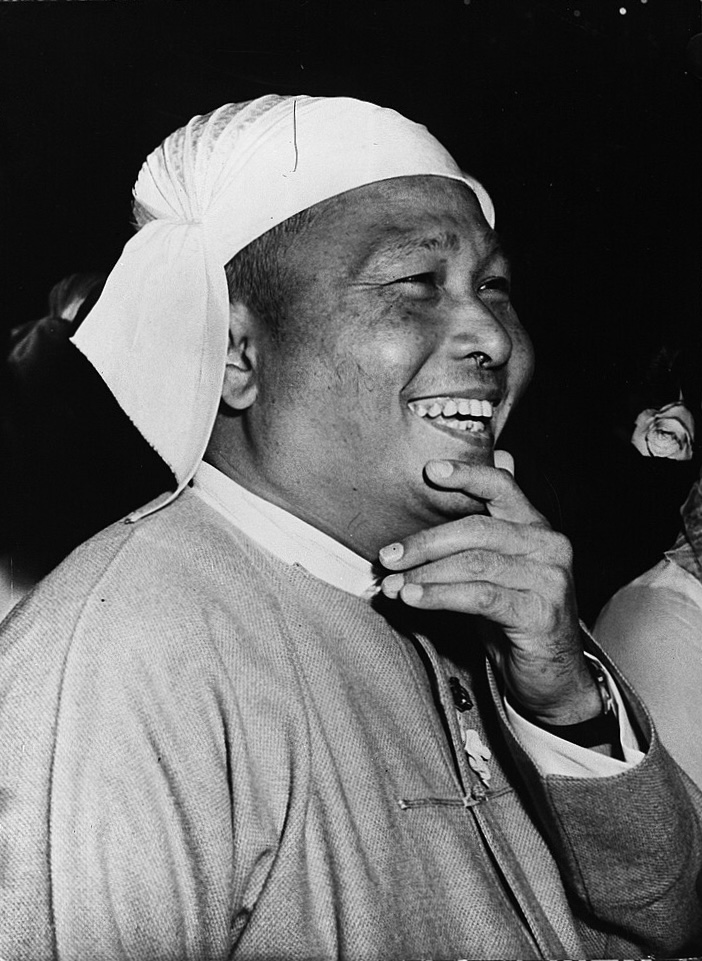
ウー・ヌ

ウー・ヌ自身も敬虔な仏教徒で、在任中、以下のような数々の仏教振興策を実施した。
1. 仏典をミャンマーに訳し、パーリ語を読めない人々でも読めるようにした。
2. すべての学校・大学で仏教教育を実施。
3. 寺院内にパーリ語の大学を設立。
4. 僧侶と在家信者を対象に宗教知識試験を実施。刑務所でも実施され、試験合格者は刑期が免除された。
5. ヤンゴンに瞑想センターを設立。全国に設立する予定だったが実現しなかった。
6. 仏教伝道協会を設立。
7. 山岳地帯の仏教の普及の奨励
8. 1951年10月、ヤンゴンで第6回仏教結集会議（英語版）を開催。

### 対共産主義
またこの時代、ミャンマーで猛威を振るっていたビルマ共産党（CPB）および共産主義に対抗するために、仏教の価値観が持ち出されることがあった。1950年、僧侶の全国組織・仏教徒ササナ評議会（Buddhist Sasana Council）を設立した際、 ウー・ヌは「評議会はマルクス主義的唯物論に対抗すべき」と述べた。一般的に僧侶はマルクス主義を仏教に対する脅威と考えており、議会制民主主義時代には、有力な僧侶・サンガには在家信者の票田があり、一定の政治的影響力を持っていた。また、ネ・ウィン選挙管理内閣時代、強烈な反共主義者だったマウンマウン主の指揮下、陸軍心理局は、CPBが仏教に与える悪影響について記した『仏教の危機（Dhammantaraya）』と題したパンフレットを作成し、ミャンマー語、モン語、シャン語、パオ語で100万部以上を配布、さらに仏教色の薄いバージョンをウルドゥー語に翻訳にしてムスリム・コミュニティにも配布し、全国各地で共産主義を反仏教的だと非難する集会を開催した。

### 僧籍登録制度導入の失敗
しかしこの時代、僧籍登録制度の導入には失敗した。1949年、政府は国民登録制度を施行したが、その目的は、暴動を阻止し、公正な選挙を確保し、反社会的行為を取り締まるためで、僧侶固有の事情としては、本物の僧侶と偽僧侶を区別する目的があった。しかし、僧侶たちは全国各地で集会を開いて、この法律を僧侶に適用することを拒否する決議を採択し、国民登録証の受取を拒否した。1959年にはネ・ウィン選挙管理内閣の下、再び僧籍登録制度の導入が試みられ、ヤハンピュ・アプウェ（Yahanpyu Aphwe、青年僧侶協会）の一部の協力を得たが、結局、これも抗議運動に遭って断念した。1960年、再び政権を握ったウー・ヌは、今度は宗教省が管轄する新たな僧籍登録制度の導入を試み、僧籍登録証を所持していれば、政府所有の交通機関を利用する際に特別割引が受けられるという特典まで付けたが、結局、1962年ビルマクーデターにより実現しなかった。

### 仏教の国教化の試み
またウー・ヌは、ヤハンピュ・アプウェその他仏教団体から仏教を国教化するように圧力を受け、まんざらでもなかったウー・ヌは、1960年2月の総選挙で圧勝した後、1961年8月1日、仏教を国教化する法案を発表した。法案には「仏教の福祉と発展のため、ブッダの教えの学習、教えの実践、そして悟りという3つの側面において、仏教を振興し、維持しなければならない」という政府の責務が明記されていた。ウー・ヌは、他宗教の反発を抑えるために、イスラム教、キリスト教、ヒンドゥー教の指導者と会談して、それぞれの宗教の信仰の自由を保証し、キリスト教徒に対しては宗教を教える権利を保証する法律まで制定した。しかし、1961年2月5日、仏教徒の国教化に反対するカチン族の武装組織・カチン独立軍（KIA）が反乱を起こした。また一部のキリスト教徒とムスリムのグループが、この法案は憲法の精神に違反するとして最高裁判所に上訴、国旗、国歌、国立銀行は全連邦国民の所有物である一方、仏教を国教とすれば、当時約500万人いたと推定されるキリスト教徒・ムスリムの人々の所有物ではなくなると訴えた。結局、最高裁判所は上訴を棄却し、法案は可決されたが、施行される前の1962年3月2日、ネ・ウィンがクーデターを起こして廃案となった。

## 社会主義時代

### 『ビルマ社会主義への道』に対するサンガの反発

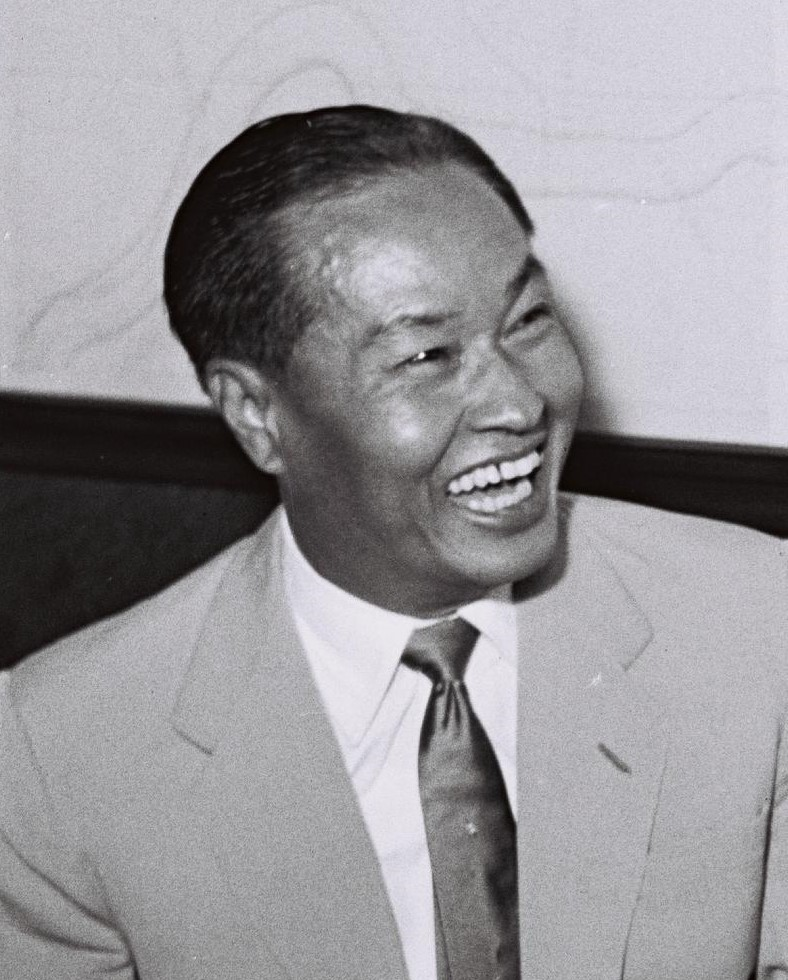
ネ・ウィン

クーデターにより全権を掌握したネ・ウィンは、ビルマ連邦革命評議会を設立、『ビルマ社会主義への道（ビルマ式社会主義）』を発表し、ビルマ社会主義計画党（BSPP）を結成して、一党独裁と国有化を特徴とする社会主義国家の建設を目指した。
しかし、『ビルマ社会主義への道』では、宗教については、第17条（ハ）で、「革命評議会は、あらゆる信徒の自由な信仰権を認める」と記載されているのみであり、BSPPの党綱領『人と環境の相互作用の原理』は、マルクス・レーニン主義批判と仏教思想を融合させたようなイデオロギーだったが、これは原文となったチッフライン（Chit Hlaing）の論稿を中西嘉宏が「空虚な言葉遊び」と評する代物で、あまり練られたものではなかった。仏教への関心が薄かったネ・ウィン個人のパーソナリティを反映して、この時代、権力が仏教を利用することはなく、政教分離策が取られた。
一方、一部のサンガは『ビルマ社会主義への道』を「共産主義の亜流」と激しく批判した。彼らが懸念したのは、富裕層の資産が国有化されれば寄付金が減少するが、革命評議会は仏教保護の姿勢を明確にしていないため、サンガの経済的基盤が崩れることだった。1963年10月、当時83歳だった「アメリカン・ポンジー」のウー・ケタヤが反ネ・ウィン運動を開始、全国で集会を開いて、「アウンサン同様、ネ・ウィンもいずれ暗殺されるだろう」などと喝破した。集会には計100万人もの人々が参加したと言われ、熱狂的に迎えられたが、高齢の高僧を逮捕すれば反対運動が激化すると考えらたのか、当局がこの種の反対運動の取締りを開始したのは、1960年代後半になってからった。

### 国家サンガ・マハ・ナヤカ委員会の設立
ネ・ウィンがあらためてサンガを脅威と認識したのは、1974年12月のウ・タント葬儀弾圧事件である。この際、政府発表で9人が死亡、74人が負傷、1,800人が逮捕されたとされるが、その中には相当数の僧侶が含まれていた。同年制定された新憲法には「各民族は、その宗教を信仰し、その言語、文学、文化を使用し発展させ、その大切にしてきた伝統と慣習に従う自由を有する。ただし、かかる自由の享受が法律または公共の利益に反しない限りにおいて」と規定されていたが、この後、政府は反政府的な僧侶を容赦なく弾圧するようになった。1976年の別のデモの後、政府は、執拗に政府批判を繰り返していたラバ（La Ba）という僧侶を殺人と人食いの罪で告発し、信用を失墜させようとした。1978年には、さらに多くの僧侶と修行僧が逮捕され、僧衣を剥奪され、投獄された。寺院は閉鎖され、財産は押収された。この際、政府はヤンゴンのスー・トゥー・パン僧院（Su Htoo Pan）のラカイン族の僧侶・ウー・ナヤカ（U Nayaka）を逮捕したが、数日後、政府はウー・ナヤカが拘束先で自殺したと発表した。しかし、ほとんどの人々が、彼は国軍に殺害されたと考えていた。

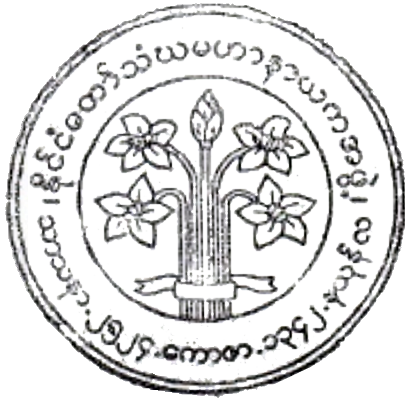
国家サンガ・マハ・ナヤカ委員会のシンボルマーク。

一方、ネ・ウィンは、サンガの指導者たちに対して、サンガの統一組織を設立して、反政府分子を排除するようにも求めていた。それが結実したのが、1980年5月24日～27日にヤンゴンで開催された第1回全宗派サンガ合同会議（正式名称：ササナの浄化、永続、伝播のためのすべての宗派の集会、英語: Congregation of All Orders for the Purification, Perpetuation and Propagation of Sasana）で、そこでサンガの統一組織・国家サンガ・マハ・ナヤカ委員会の設立、サンガ組織基本規則法と僧籍登録法の制定が決定された。ネ・ウィンの悲願さったサンガの組織化が、ついに叶った形だった。

### 8888民主化運動と僧侶の活躍
結果的にネ・ウィンのBSPP議長辞任と、クーデターとそれに関する流血沙汰につながった8888民主化運動には、サンガに対する統制が強まっていたのにもかかわらず、多くの若い僧侶が参加した。すべての公共サービスが停止したので、僧侶たちはゴミ収集、水の確保、交通整理などに携わったほか、デモ隊の警護や各地区に設立された地域住民委員会で法の執行にも携わった。ヤンゴンの北オッカラパにあるングェ・チャー・ヤン僧院（Ngwe Kyar Yan）は、民主派の牙城と化した。クーデター後も一部の僧侶は抵抗運動を続け、1989年初頭には、マンダレーの抵抗運動のリーダーだったウー・カウェインダ（U Kaweinda）とウー・カウィラ（U Kawira）という2人の僧侶が逮捕された。同年11月16日には、マンダレーのパヤジー僧院（Phayagyi）のウー・ザワナ（U Zawana）が、急進派仏教僧侶統一戦線（Radical Buddhist Monks United Front：RBMUF）を結成、幹部にはマンダレーのほか、南部のモーラミャインやダウェイ出身の僧侶も含まれ、「民主的な秩序を確立し、政治的および宗教的迫害を一掃し、繁栄するビルマを築く」という声明を発表した。

## SLORC/SPDC時代

### 1990年マンダレーにおける僧侶蜂起
8888民主化運動2周年に当たる1990年8月8日、マンダレー僧侶協会・会長・ウー・イェワタ（U Yewata）に率いられた数千人の僧侶が、マンダレーの街路を行進した。表向きは朝の托鉢だったが、日時の選択からして彼らの意図は明らかで、路上には何万人もの人々が集まって僧侶たちに食べ物を差し出し、ビルマ民族主義の象徴である孔雀の旗を掲げる学生の姿もあった。当初、兵士たちはデモ行進を黙って見守っていたが、やがて兵士の1人がデモ隊に発砲して大混乱に陥り、少なくとも9人の僧侶と2人市民が負傷、14人の僧侶が兵士に殴打され、5人が逮捕された。負傷者の中にはその後行方不明になった者もした。しかし、国家法秩序回復評議会（SLORC）は銃撃の事実を断固として否定し、国営ラジオ・ミャンマー・アタンは、学生と僧侶が治安部隊を襲撃し、修行僧1人が負傷したと報じた。
8月27日、7,000人以上の僧侶がマンダレー市内に集結、ウー・イェワタは国軍兵士とその家族から供え物を受け取ること、また彼らのために宗教儀式を行うことを拒否すると宣言し、事実上、国軍関係者を破門した。このボイコット運動はすぐに全国に広がり、9月27日にはヤンゴンの僧侶たちがソーマウンSLORC議長に公開書簡を送り、「ヤンゴン市開発地区内のサンガは軍政をボイコットし、マンダレーのサンガが軍政に対して破門を行う決定を支持する」と通知、托鉢で使う鉢を伏せて布施を拒否する覆鉢（ふくばち）を行い、抗議の意思を示した。サンガが覆鉢を行ったのは、1950年にCPBに対して行って以来のことであった。
これに対してソーマウンは、10月20日、反政府活動に関与するすべての仏教団体の解散を命じ、22日、直々にマンダレーに赴き、ヘリコプターで上空からボイコットの中止を命じるビラを撒き、133の僧院を襲撃して、ウー・イェワタを含む数十人の僧侶を逮捕した。10月31日、SLORCは「SLORCサンガ組織法」を制定し、公認9宗派以外のグループを作ることを禁止し、それに違反した者は、禁固刑3年以下の罰則を科すとした。刑務所は僧侶といえども囚人服を着なければならず、頭を剃ることもできないため、僧侶にはとっては過酷なものだった。ウー・イェワタは釈放後、すぐに亡くなった。

### 仏教の守護者として
マンダレーの僧侶たちの蜂起が鎮圧された後の数か月間、国営メディアは、SLORCの指導者その他の国軍幹部が僧院を訪れ、僧侶たちに車やテレビを寄贈する様子を報じた。この後、このような様子が国営メディアによってさかんに報じられ、国軍幹部が仏教の守護者を演じ、仏教を自らの権力の正当化手段として利用するのは、お馴染みの光景となった。国営紙『ミャンマー・アリン』には、毎回紙面のトップに、「Nibbanasacchikiriya ca（ニルヴァーナを実現すること。これこそ吉兆への道である）」や「Virati papa（罪を断つこと。これこそ吉兆への道である）」などの仏教のスローガンが掲げられた。また1991年には、僧侶に授与する称号を20種類増やし、高僧だけではなく、反政府活動に関与して投獄され釈放された僧侶にも称号を授与し、サンガの懐柔を図った。称号には定期的な手当と多額の寄付が伴うため、多くの僧侶が政府から称号を授与されることを熱望したのだという。また、高僧には質の高い医療も提供された。
こうして、1990年代半ばまでに、多くの元活動家僧侶が州・地方域および郡区のサンガ評議会に加わるにいたり、サンガはすっかりSLORCに懐柔された。ある高僧は以下のように語っている。

### コミュニティ紛争の萌芽
またこの時代は、宗教省・仏教発展普及局の下、キリスト教徒や精霊信仰の多い辺境地域で仏教の布教が図られた時代でもあった。人材のはヤンゴンとマンダレーに設立された国家仏教学大学の学生僧侶たちで、彼らの中から選抜された者が大学卒業後、2年間の布教活動を行い、特にシャン州、チン州、ザガイン地方域で仏教に改宗した者が多かった。一方、この時代には、イスラーム復興運動の影響がミャンマーにも及び、ミャンマー国内のムスリムがムスリムらしい格好をして、モスクでの礼拝に列をなし、「786」と書かれたムスリム商店が街中に増える現象が起きた。そして、その変化を感じ取った仏教徒の間では、ムスリムの武装勢力だけではなく、ムスリムの存在そのものを脅威とみなす雰囲気が強まった。 そのような中、のちの仏教徒・ムスリム間のコミュニティ紛争の萌芽が見られるようになり、1997年3月16日、マンダレーでムスリムの男性が仏教徒の少女を強姦したという噂が広がり、僧侶を含む仏教徒の暴徒がモスクを襲撃、警察の治安部隊（ロンテイン《Lon Htein》）がこれに発砲し、少なくとも修行僧1人が死亡した。この暴動は、ヤンゴン、モーラミャイン、ピンマナ、タウングー、ピイにも波及し、各年には夜間外出禁止令が出された。また、2003年10月19日、タンシュエSPDC議長の故郷・チャウセで、仏教徒・ムスリム間の衝突が発生してムスリム10人が殺害される事件が起きた。この際、5人の僧侶が逮捕され、懲役25年の刑を受けたが、そのうちの1人がのちに969運動、ミャンマー愛国協会（マバタ）で活躍するはアシン・ウィラトゥである。この後、僧侶たちの逮捕理由を問い質すために600人の群衆が集まったが、国軍がかれに向かって発砲、僧侶3人が死亡した。これをきっかけに暴動が全国に拡大し、托鉢で使う鉢を伏せて布施を拒否する覆鉢（ふくばち）も行われ、僧侶20人が逮捕された。

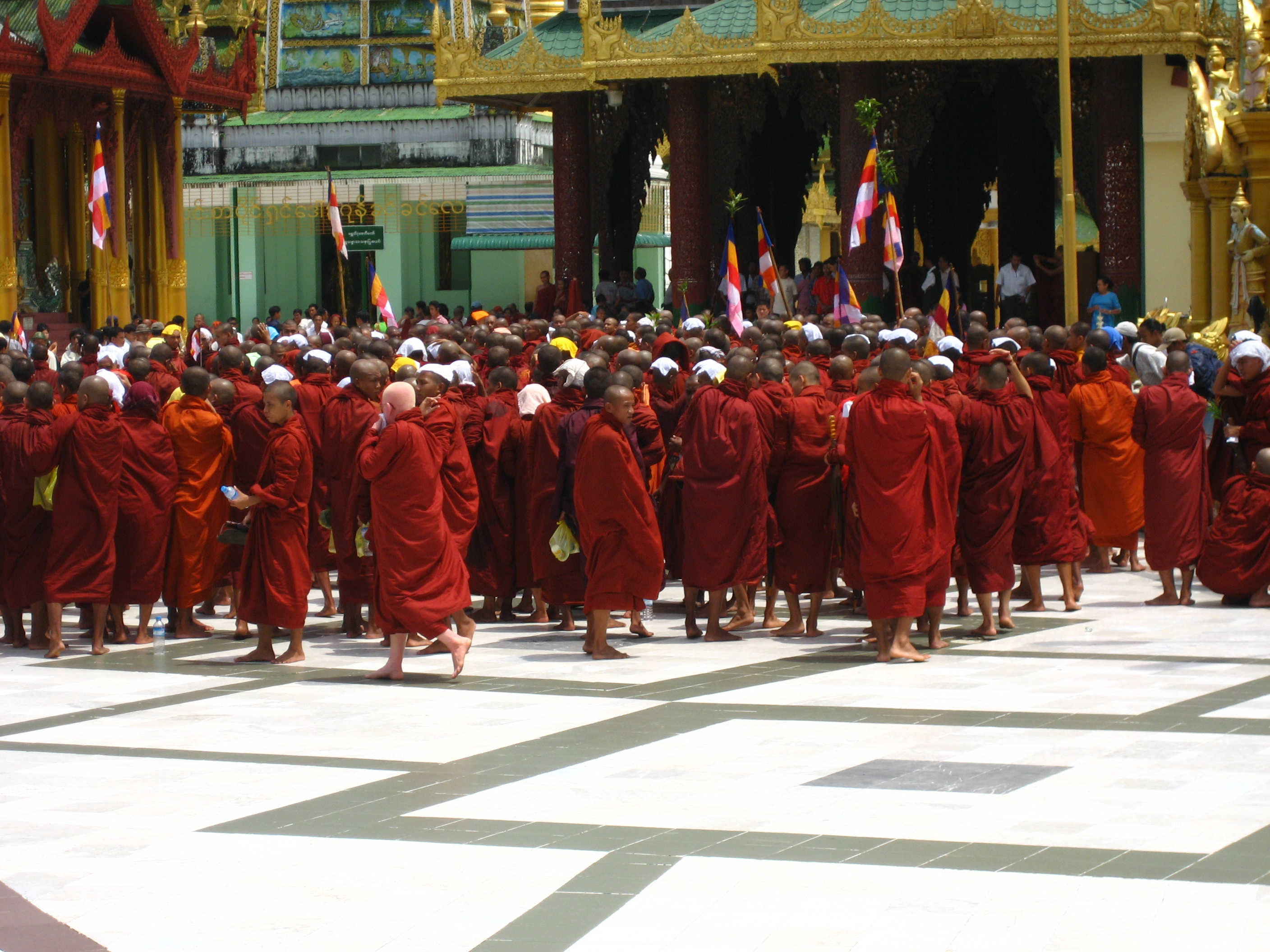
サフラン革命

### サフラン革命
2007年9月5日～9月29日の間、マグウェ地方域・パコックで、食料価格の高騰による国民の窮状を訴える僧侶によるデモが、国軍派民兵によって弾圧されたの機に、ミャンマーの主要都市で僧侶によるデモが巻き起こった。このデモは僧侶の袈裟の色にちなんでサフラン革命と呼ばれたが、結局、本格的にデモが起きてからわずか10日間ほどで、国軍によって鎮圧された。デモ鎮圧後もデモの中心となった僧院は、国軍諜報部の厳しい監視下に置かれ、身を隠した僧侶も多数いて、一時期、主要都市の僧院にいる僧侶の数が半減するほどだった。騒動の間、国家サンガ・マハ・ナヤカ委員会は一貫して軍政側に付き、デモに共感的だった若い僧侶たちは不信感を抱いた。

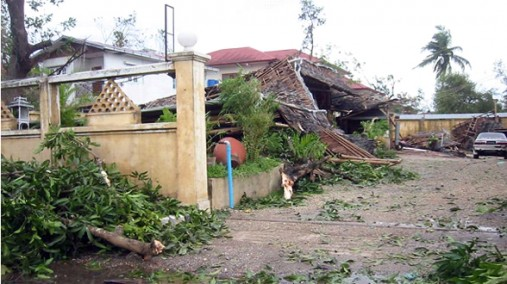
サイクロン・ナルギスの被害

### サイクロン・ナルギスと僧侶の活躍
2008年5月2日、ベンガル湾で発生したサイクロン・ナルギスがエーヤワディー・デルタ地帯に上陸、死者8万4537人、行方不明者5万3836人を出す未曾有の被害をもたらした。しかし、当初、SPDCは国際社会からの援助を拒否。背景には5月10日に新憲法の是非を問う国民投票が控えており、援助を装った民主活動家やジャーナリストが入りこむことを警戒したからだとされる。援助物資を積みこんだアメリカの艦船・エセックス号とフランスの艦船・ル・ミストラル号は、サイクロン襲来後の数週間、ミャンマー南岸60海里沖に停泊していたが、結局、入港を許可されず、タイへ引き返した。
代わりに、救援活動の中心を担ったのが僧侶だった。サイクロンの被害にあった地域の村々の建物はほとんど崩壊していたが、通常の木造家屋よりも頑丈に建てられていた僧院や寺院は無事だった。僧侶たちは、道路を塞いだ倒木を撤去し、被災者の世話をし、ホームレスに寺院に設置した避難所を提供した。この際の僧侶の活躍はサンガと僧侶の威信を高め、市民との絆を深くしたと言われる。一方、サフラン革命後、僧侶が政治活動に携われなくなったので、こうしたボランティア活動（ビルマ語: ပရဟိတ）に携わることで社会的影響力を維持しようというサンガの意図があったとも指摘されている。

## 民政移管時代
ミャンマーが半民主化したこの時代、皮肉にもサンガの話題をさらったのは、969運動と、それを引き継いだミャンマー愛国協会（マバタ）による反ムスリム運動だった。中心人物の僧侶・アシン・ウィラトゥは、解禁されたばかりのインターネットを駆使し、FacebookやYotubeなどのSNSを積極的に利用して、「ムスリムによる仏教徒の少女へのレイプは日常茶飯事だ」などといった反ムスリム的なメッセージを発して仏教徒の間で人気を博し、2017年末までにウィラトゥのFacebookアカウントには、26万5000万人のフォロワーがいた。背景には民主化によって海外文化が大量に流入してきたことにより、仏教が衰退するのではないかという危機感があったとされる。
しかし、2012年～2013年にかけて、仏教徒とムスリムとの間のコミュニティ紛争が頻発したことにより、サンガも、アシン・ウィラトゥおよび969運動を行き過ぎを懸念するようになり、2013年9月、国家サンガ大長老委員会（マハナ）は、969という数字の政治利用と969に関連する組織を設立を禁止した。しかし、969運動はミャンマー愛国協会（マバタ）に衣替えして生き残り、ますます過激化。テインセイン政権末期の2015年には、改宗法、仏教徒女性特別婚姻法、人口調整法（産児制限法）、人口調整法（産児制限法）の4つの法律からなる仏教徒および仏教を保護する法案を成立させた。
しかし、NLD政権になってから雲行きが怪しくなる。。2016年7月、NLDの強い働きかけにより、マハナは「マバタはサンガの基本規則に基づいて結成された公式の仏教組織ではない」という声明を発表し、マバタの正統性は大いに揺らだ。また2016年10月のラカイン州における、のちにアラカン・ロヒンギャ救世軍（ARSA）と判明する武装組織による国境警備隊監視所襲撃事件、2017年1月のNLDの法律顧問でムスリムのコーニーの暗殺事件など、仏教徒・ムスリム間の不穏な事件が相次いだことにより、2017年5月、マハナは全国のマバタの看板を撤去するように求める声明を発表。さらに組織の分裂、ロヒンギャ危機後、2018年のマバタ幹部のFacebookアカウントの大量削除、アシン・ウィラトゥの逮捕などにより、運動は衰退していった。

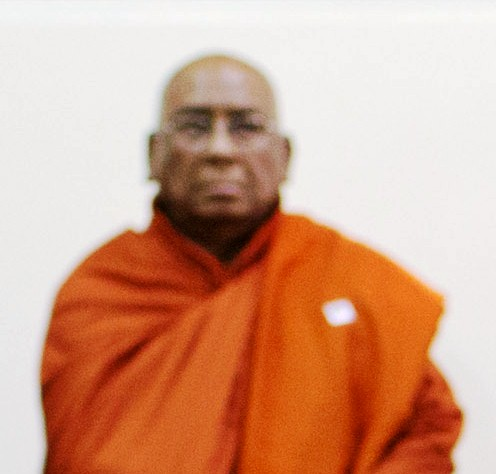
シタグ・サヤドー

しかし、反ムスリム感情を有していたのはマバタだけではなかった。前述したように2013年にマハナは969運動を事実上禁止したが、その際も969運動の反ムスリム言動と一連の暴力沙汰との関連についてはまったく触れず、運動の思想・信条も否定せず、ただ969運動のメンバーがマハナと宗教省の許可なく、民族・宗教保護法案に関するロビー活動を行ったことを批判しただけだった。
また2017年のロヒンギャ危機の際、ミャンマー仏教の9つの宗派の１つ・シュエギイン派の2番目の高僧・シダク・サヤドーは、カレン州の軍事訓練学校において兵士たちに向かって説法を行い、ある仏教徒の王様が、「タミル人のヒンドゥー教徒数百万人を殺しても、本当の人間の1.5人分にしかならない」と助言を受けたという寓話を引き合いにして、ロヒンギャの殺害を正当化した。この説法はFacebookで生中継され、25万人以上の人々が観たと言われている。

## SAC時代

### 沈黙するサンガ

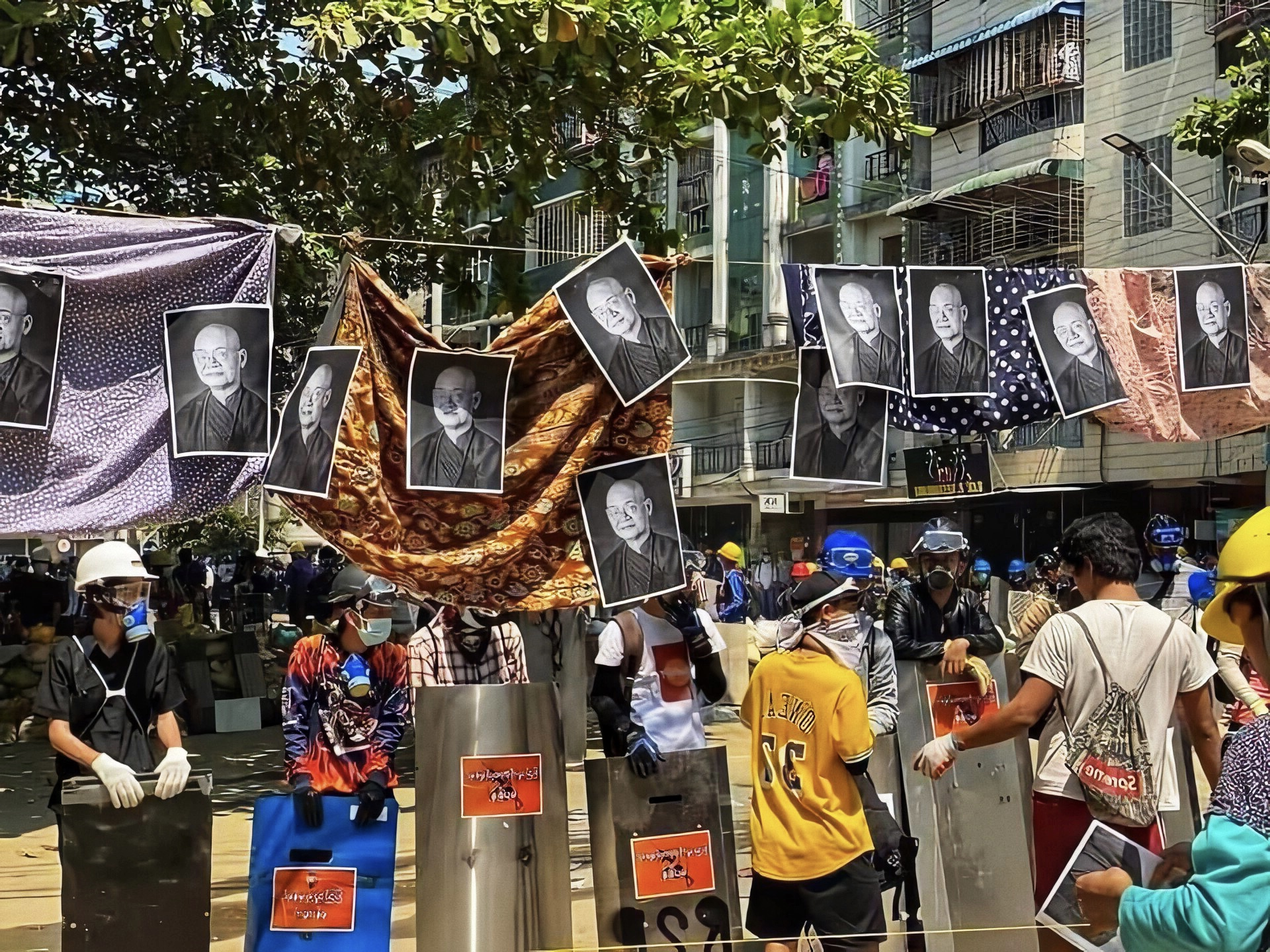
女性用ロンジー・タメインとともに掲げられるアシン・コヴィダの写真。

2021年ミャンマークーデターに対するサンガの反応は鈍かった。国家サンガ・マハ・ナヤカならびに高僧たちは、クーデターに対して沈黙することにより、暗黙のうちに国家行政評議会（SAC）を支持していると見なされた。
ミンアウンフラインに占星術を用いて助言をしていたと言われるシャン州東部の高僧・アシン・コヴィダは、クーデター直後、「抗議者の頭部を狙って撃つように」助言したと報じられ、人々の大きな怒りを買い、デモの最中にはその写真が女性用ロンジー・タメインとともに掲げられるということもあった。ミャンマーではこれは、激しい侮辱行為に当たる。またシダク・サヤドーは、クーデター当初こそSACに対して、非武装の人々に対する致死的な攻撃を止め、財産を破壊しないように求める声明を出したものの、2022年には同氏を「偉大な寛大さと知恵を持つ国王または国家元首」と称賛し、もう1人のミンアウンフラインに近い高僧・アシン・チェキンダとともに、ミンアウンフラインに随行してロシアに赴き、モスクワでシュエズィーゴン・パゴダのレプリカを奉納した。
ミンアウンフライン以下SAC幹部たちも、このような高僧やパゴダを訪れ、巨額の寄付をしている姿を国営メディアで頻繁に流し、自らの権力の正当化に利用した。またネピドーに大理石の仏像としては世界一を誇る高さ25メートルのマラビジャヤ・ブッダを建立し、2023年8月1日に開眼式を行った。

### 仏教不信
Covid-19のパンデミックにより多くの僧侶が都市部のを離れて農村部の僧院に散らばっており、交通規制がされていたこともあって、サフラン革命に比べて、2021年ミャンマークーデター抗議デモに参加した一般僧侶の数はわずかだった。しかし、その後も僧侶の抵抗運動は低調であり、その背景としては、マバタを潰したスーチーとNLDのリベラルな姿勢が仏教を軽視しているように見えたこと、国民統一政府（NUG）が、すべての民族・宗教を平等に扱う連邦民主制を志向し、カレン民族同盟（KNU）、カレンニー民族進歩党（KNPP）、チン民族戦線（CNF）、カチン独立軍（KIA）などのキリスト教徒の少数民族武装勢力と連携していたこと、デモが早期に武装闘争に転じ、殺生を禁止されている僧侶が参加を躊躇したことなどが挙げられる。また抵抗勢力側も仏教を古臭い価値観と捉える向きが多く、その非暴力的志向がメンバーに悪影響を与えると考え、僧侶と連携する動きはあまり見られなかった。
ミャンマーの独立メディアは、メルセデスやベントレーなどの高級車を乗り回し、最新のスマフォを操る親国軍的な高僧の写真を時折掲載している。またウー・ワサワのように国軍派民兵・ピューソーティーを指揮する僧侶も現れている。このような高僧・僧侶たちの態度は、仏教徒が90％を占めると言われるミャンマーの人々の間に、仏教・僧侶に対する不信感を芽生えさせ、 反上座部仏教運動（Anti-Theravada Movement）や反上座部仏教ミーム（Anti-Theravada Memes）のようなFacebookページも現れ、SNSには「クーデター後、ミャンマーの上座部仏教が、信仰に値するものかどうかが疑問視されるようになった」「この大災害を前にして、僧侶たちの指導的役割が発揮されているかどうか、疑問が残る」「今日の上座部仏教僧たちの振る舞いは、自分たちが頼っている社会に対して無責任であるようにみえる」「妄信するのはやめよう」「批判しても、地獄に落ちることなどない」などといった、以前はタブーであった仏教・僧侶を批判する投稿が目立つようになった。